# Chris Sarandon
Chris Sarandon (Beckley, 24 de julho de 1942) é um ator americano. 

## Biografia
Ficou famoso pelo seu papel do vampiro Jerry Dandridge no filme A Hora do Espanto, considerado o maior destaque da carreira do ator pelo qual recebeu uma indicação ao prêmio de melhor ator no Saturn Awards. No Oscar recebeu uma indicação de melhor ator coadjuvante pelo papel do transexual Leon Schermer no filme Um Dia de Cão e no Golden Globe, uma indicação de melhor ator estreante pela mesma atuação. Também se destacam seus trabalhos nos filmes Brinquedo Assassino e O Estranho Mundo de Jack, no qual dublou a voz do personagem principal. Na TV, teve participações em episódios nos seriados Star Trek: Deep Space Nine e Law and Order e no video clip Hands Clean, de Alanis Morissette. Fez uma participação no remake de 2011 de Fright Night. 

### Vida pessoal
Foi casado com a atriz Susan Sarandon.

## Filmografia principal
- 2011 - Fright Night (remake 2011)
- 2006 - The Chosen One (voz)
- 2005 - Loggerheads
- 2004 - The Dead Will Tell (TV)
- 2001 - Perfume
- 2000 - Reaper
- 1999 - Let the Devil Wear Black
- 1997 - Road Ends
- 1997 - American Perfekt
- 1997 - Little Men
- 1996 - Bordello of Blood
- 1996 - Edie & Pen
- 1995 - Just Cause
- 1995 - Terminal Justice
- 1994 - Temptress
- 1993 - The Nightmare Before Christmas (br: O Estranho Mundo de Jack) (voz)
- 1993 - Dark Tide
- 1992 - The Resurrected
- 1989 - Forced March
- 1989 - Collision Course
- 1989 - Slaves of New York
- 1989 - Whispers
- 1988 - Child's Play (br: Brinquedo Assassino)
- 1987 - A Princesa Prometida
- 1985 - Fright Night (br: A Hora do Espanto)
- 1984 - Protocol (br: Protocolo)
- 1983 - The Osterman Weekend
- 1979 - Cuba
- 1977 - The Sentinel
- 1976 - Lipstick
- 1975 - Dog Day Afternoon (br: Um Dia de Cão)

## Prêmios e indicações

### Indicações
Oscar
- melhor ator coadjuvante: Um Dia de Cão - 1976[1]

 Golden Globe
- melhor ator estreante: Um Dia de Cão - 1976[2]

 Saturn Awards
- melhor ator: A Hora do Espanto - 1985[3]